# Zeca Sempre
Zeca Sempre ist ein vierköpfiges portugiesisches Musikprojekt.

## Werdegang
Es wurde 2010 von den Musikern Nuno Guerreiro, Olavo Bilac (Santos & Pecadores), Tozé Santos (Perfume) sowie dem Musikproduzenten Vítor Silva gegründet, um die Lieder von José „Zeca“ Afonso in zeitgemäßem Gewand neu zu interpretieren.
Das Album O que faz falta erschien Ende 2010 und erreichte Platz 4 der portugiesischen Albumcharts.  

## Diskografie
- 2010: O que faz falta